# Daniel Günther
Daniel Günther (Kiel, 24 juli 1973) is een Duitse politicus van de Christlich Demokratische Union Deutschlands (CDU). Sinds 28 juni 2017 is hij minister-president van de deelstaat Sleeswijk-Holstein.

## Biografie
Günther studeerde politieke wetenschap, algemene economie (Volkswirtschaftslehre) en psychologie, en behaalde met deze vakken een master-titel (Magister). Vanaf het midden van de jaren negentig was hij namens de CDU actief in de lokale politiek van Eckernförde en de Kreis Rendsburg-Eckernförde.
Na de deelstaatverkiezingen van 2009 in Sleeswijk-Holstein werd Günther lid van de Landdag, het deelstaatparlement in Kiel. Hier werd hij in 2014 fractievoorzitter van de CDU en daarmee tevens oppositieleider. In 2016 werd hij verkozen tot partijleider in Sleeswijk-Holstein.
Als lijsttrekker behaalde Günther bij de deelstaatverkiezingen van 7 mei 2017 een goed resultaat: de CDU werd met 32% van de stemmen de grootste in de Landdag. De partij vormde daarop een coalitieregering met de fracties van de liberale Freie Demokratische Partei (FDP) en de Bündnis 90/Die Grünen. Op 28 juni 2017 werd Günther benoemd tot minister-president. In die functie volgde hij Torsten Albig van de Sozialdemokratische Partei Deutschlands (SPD) op. Van november 2018 tot en met oktober 2019 was Günther president van de Bondsraad.
Günther is gehuwd en heeft twee dochters. Hij is praktiserend rooms-katholiek.